# Sphenomorphus wollastoni
Espèce
Synonymes
- Lygosoma wollastoni Boulenger, 1914

Sphenomorphus wollastoni est une espèce de sauriens de la famille des Scincidae.

## Répartition
Cette espèce est endémique de Papouasie-Nouvelle-Guinée.

## Publication originale
- Boulenger, 1914 : An annotated list of the batrachians and reptiles collected by the British Ornithologists' Union Expedition and the Wollaston Expedition in Dutch New Guinea. Transactions of the Zoological Society of London, vol. 20, no 5, p. 247-274  (texte intégral).